# Paul Monceaux
Étienne-Paul-Victor Monceaux, född den 29 maj 1859 i Auxerre, departementet Yonne, död den 7 februari 1941 i Sceaux, departementet Hauts-de-Seine, var en fransk klassisk filolog och arkeolog.
Monceaux blev medlem av franska arkeologiska skolan i Aten 1881, gjorde vidsträckta resor i de hellenska länderna och företog grävningar på Isthmos 1883. Han blev professor i Alger 1884, studerade Nordafrikas arkeologi 1884–1885 och blev filosofie doktor och professor i rhétorique supérieure vid Lycée Henri IV. Han blev slutligen Gaston Boissiers efterträdare som professor i latinsk litteraturhistoria vid Collège de France samt i kristen litteratur och kyrkohistoria vid École des hautes études. År 1903 fick han med Martin Schanz dela Turinakademiens stora Vallauripris för arbeten på den latinska litteraturens område. Monceaux blev ledamot av Académie des inscriptions et belles-lettres 1912. Han utgav bland annat praktverket Restauration d'Olympie (1889, tillsammans med arkitekten Laloux), La Grèce avant Alexandre (1892), Apulée, roman et magie (1888), Les africains, étude sur la littérature payenne d'Afrique (1894), Cicéron (1896), Histoire littéraire de l'Afrique chrétienne (1901–1905) och Enquête sur l'épigraphie chrétienne d'Afrique (1906).

## Utmärkelser
- 1931 – Officer av Hederslegionen[6]